# Pisa
Pisa (IPA: /ˈpiza/ⓘ o /ˈpisa/) es una ciudad de la región italiana de la Toscana, capital de la provincia homónima. Entre los monumentos más importantes de la ciudad figura —en la célebre Piazza dei Miracoli, declarada Patrimonio de la Humanidad— la catedral, construida en mármol entre los años 1064 y 1118, en estilo románico pisano, con su portal en bronce de Bonanno Pisano y el púlpito de Giovanni Pisano. Al lado de la catedral se encuentra la llamativa torre inclinada, del siglo XII, con una altura de 58,36 metros, que sufrió su característica inclinación inmediatamente después de iniciarse su construcción.
Debido a la naturaleza del terreno, existen en Pisa otras dos torres inclinadas: el campanario de la iglesia de San Nicola, en el extremo opuesto de Vía Santa María, junto al Lungarno; y el campanario de la iglesia de San Michele degli Scalzi, en la mitad del paseo fluvial delle Piagge, sito en la parte este de la ciudad (en este caso incluso la iglesia está inclinada). También está inclinado el Palacio Toscanini en "Lungarno Pacinotti".
La razón de que tal cantidad de edificios, sobre todo los altos y esbeltos como los campanarios, se encuentren inclinados, es la naturaleza pantanosa del terreno sobre el que está situada la ciudad, que en muchos casos cede y se asienta con el peso de estas edificaciones.

## Historia
Se desconoce el origen de Pisa. La leyenda habla de unos fundadores de origen griego, procedentes de una ciudad llamada Pisa que se encontraba en la orilla del río Alfeo en el Peloponeso, que habrían fundado otra ciudad con el mismo nombre de la original en Italia, según algunos después de la guerra de Troya. 
El nombre de la ciudad en latín, Pisae, está en plural, lo que podría indicar que, al contrario de la Pisa griega que tenía solo un río, en la nueva pasaban dos cursos de agua: el Arno y el Auser. De todas maneras de esta época no queda ningún resto arqueológico, lo que hace dudar de la veracidad de la leyenda y pensar que en realidad fuera fundada por los ligures. Seguramente luego fue ocupada por los etruscos y los romanos. Hacia el siglo IX la ciudad ya tenía un gran poderío naval. Aliada con Génova, expulsó de Córcega y Cerdeña a los sarracenos en el siglo XI.

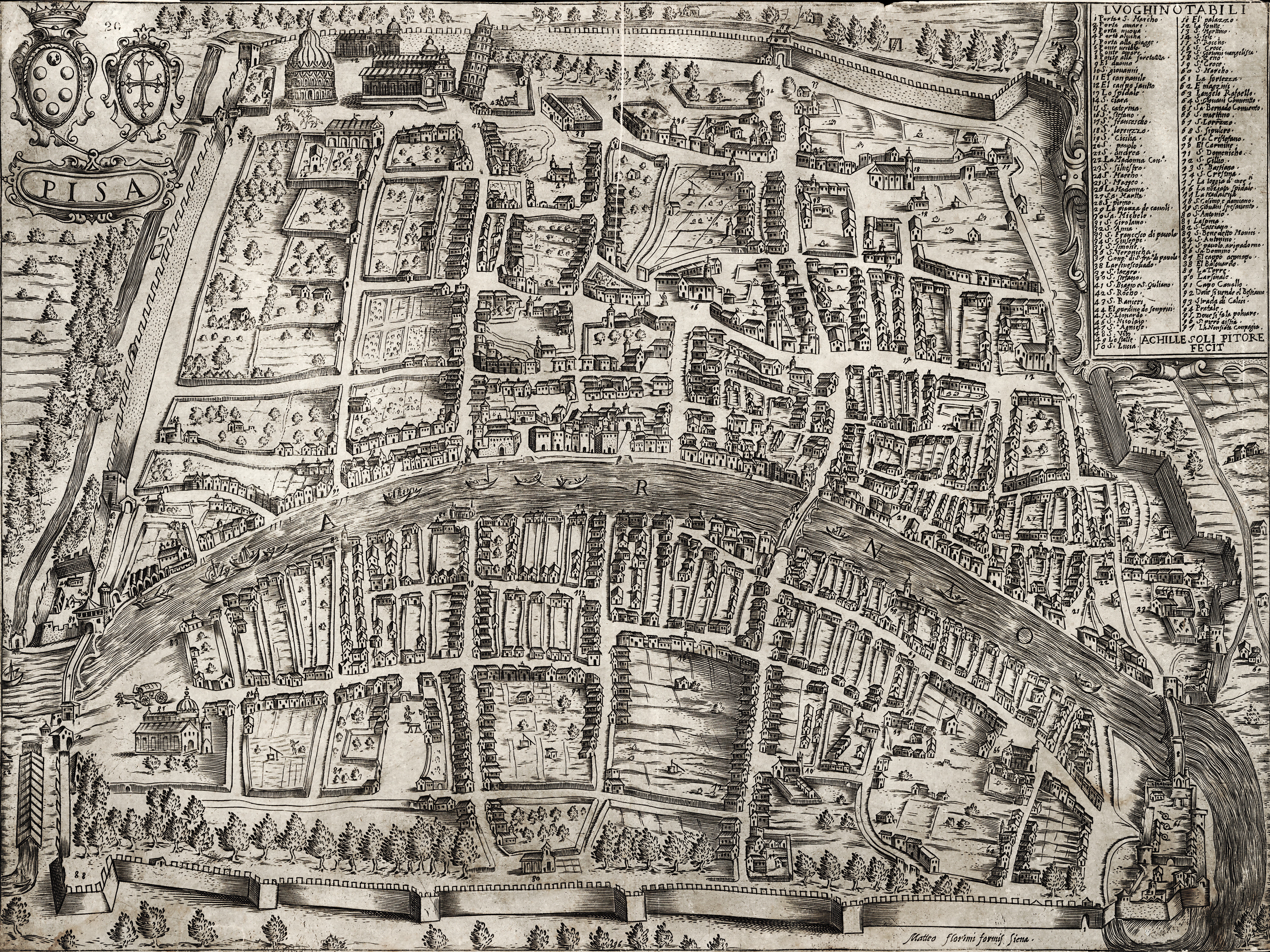
Achille Soli (dib.) Matteo Florimi (grab.), Siena, Vista de pájaro de Pisa, 1590

Pisa obtuvo grandes beneficios comerciales tras la Primera Cruzada, y su creciente poder económico la llevó a conflictos con otras importantes ciudades de la península itálica, como Génova y Venecia. Junto a éstas y a Amalfi fue una de las cuatro Repúblicas Marítimas (Repubbliche Marinare) italianas. El siglo XII y principios del XIII fueron su época de esplendor. Quedó debilitada luego de la batalla de Meloria, en 1284, en la que los genoveses hundieron su flota, a pesar de su inferioridad numérica. En el siglo XIV Pisa perdió sus posesiones ultramarinas y en 1406 la propia ciudad fue vendida a Florencia. Solo recuperó su independencia durante un periodo de doce años, entre 1494 y 1506, cuando Pisa fue reconquistada por las tropas florentinas comandadas por Antonio da Filicaja, Averardo Salviati y Niccolò Capponi. 
El puerto de Pisa estaba situado en la actual ciudad de Livorno, que a medida que fue creciendo obtuvo entidad propia convirtiéndose en el puerto principal de la  Toscana. Pisa pasó a desempeñar un papel principalmente cultural, aunque secundario, impulsado por la presencia de la universidad, creada en 1343. 
Pisa fue el lugar donde nació Galileo Galilei. Aún es la sede de un arzobispado. En los últimos siglos se ha convertido en centro de industria ligera. Sufrió repetidas destrucciones durante la Segunda Guerra Mundial.

## Clima
De acuerdo con los criterios de la clasificación climática de Köppen el clima de Pisa se puede clasificar en general como un clima de tipo Cfb.
Como consecuencia de la cercanía al mar los inviernos son moderados y los veranos menos calurosos que en ciudades interiores de la región como Florencia.
| Parámetros climáticos promedio de Pisa (normales 1991–2020)                                      | Parámetros climáticos promedio de Pisa (normales 1991–2020) | Parámetros climáticos promedio de Pisa (normales 1991–2020) | Parámetros climáticos promedio de Pisa (normales 1991–2020) | Parámetros climáticos promedio de Pisa (normales 1991–2020) | Parámetros climáticos promedio de Pisa (normales 1991–2020) | Parámetros climáticos promedio de Pisa (normales 1991–2020) | Parámetros climáticos promedio de Pisa (normales 1991–2020) | Parámetros climáticos promedio de Pisa (normales 1991–2020) | Parámetros climáticos promedio de Pisa (normales 1991–2020) | Parámetros climáticos promedio de Pisa (normales 1991–2020) | Parámetros climáticos promedio de Pisa (normales 1991–2020) | Parámetros climáticos promedio de Pisa (normales 1991–2020) | Parámetros climáticos promedio de Pisa (normales 1991–2020) |
| Mes                                                                                              | Ene.                                                        | Feb.                                                        | Mar.                                                        | Abr.                                                        | May.                                                        | Jun.                                                        | Jul.                                                        | Ago.                                                        | Sep.                                                        | Oct.                                                        | Nov.                                                        | Dic.                                                        | Anual                                                       |
| ------------------------------------------------------------------------------------------------ | ----------------------------------------------------------- | ----------------------------------------------------------- | ----------------------------------------------------------- | ----------------------------------------------------------- | ----------------------------------------------------------- | ----------------------------------------------------------- | ----------------------------------------------------------- | ----------------------------------------------------------- | ----------------------------------------------------------- | ----------------------------------------------------------- | ----------------------------------------------------------- | ----------------------------------------------------------- | ----------------------------------------------------------- |
| Temp. máx. abs. (°C)                                                                             | 17.6                                                        | 21.0                                                        | 24.0                                                        | 27.9                                                        | 30.9                                                        | 35.0                                                        | 37.8                                                        | 38.8                                                        | 36.2                                                        | 30.2                                                        | 24.0                                                        | 20.4                                                        | 38.8                                                        |
| Temp. máx. media (°C)                                                                            | 11.6                                                        | 12.6                                                        | 15.6                                                        | 18.5                                                        | 22.7                                                        | 27.0                                                        | 29.9                                                        | 30.3                                                        | 26.1                                                        | 21.3                                                        | 16.0                                                        | 12.1                                                        | 20.3                                                        |
| Temp. media (°C)                                                                                 | 7.1                                                         | 7.7                                                         | 10.3                                                        | 13.1                                                        | 17.1                                                        | 21.2                                                        | 24.0                                                        | 24.5                                                        | 20.6                                                        | 16.5                                                        | 11.9                                                        | 8.0                                                         | 15.2                                                        |
| Temp. mín. media (°C)                                                                            | 2.7                                                         | 2.7                                                         | 5.1                                                         | 7.8                                                         | 11.6                                                        | 15.5                                                        | 18.1                                                        | 18.6                                                        | 15.1                                                        | 11.7                                                        | 7.8                                                         | 3.8                                                         | 10                                                          |
| Temp. mín. abs. (°C)                                                                             | -13.8                                                       | -8.4                                                        | -8.2                                                        | -3.2                                                        | 2.8                                                         | 5.8                                                         | 8.8                                                         | 8.2                                                         | 3.8                                                         | 0.3                                                         | -7.2                                                        | -7.2                                                        | -13.8                                                       |
| Precipitación total (mm)                                                                         | 63.4                                                        | 57.5                                                        | 59.8                                                        | 89.1                                                        | 61.5                                                        | 47.8                                                        | 25.4                                                        | 49.4                                                        | 101.5                                                       | 140.3                                                       | 123.5                                                       | 74.4                                                        | 893.6                                                       |
| Días de precipitaciones (≥ 1.0 mm)                                                               | 8.1                                                         | 7.2                                                         | 7.6                                                         | 9.7                                                         | 7.3                                                         | 5.2                                                         | 2.5                                                         | 3.6                                                         | 6.3                                                         | 8.8                                                         | 9.4                                                         | 8.5                                                         | 84.2                                                        |
| Horas de sol                                                                                     | 105.4                                                       | 121.5                                                       | 151.9                                                       | 192.0                                                       | 241.8                                                       | 267.0                                                       | 316.2                                                       | 279.0                                                       | 219.0                                                       | 176.7                                                       | 111.0                                                       | 93.0                                                        | 2274.5                                                      |
| Humedad relativa (%)                                                                             | 75                                                          | 71                                                          | 70                                                          | 72                                                          | 72                                                          | 70                                                          | 67                                                          | 68                                                          | 71                                                          | 72                                                          | 74                                                          | 76                                                          | 71.5                                                        |
| Fuente n.º 1: Istituto Superiore per la Protezione e la Ricerca Ambientale                       |                                                             |                                                             |                                                             |                                                             |                                                             |                                                             |                                                             |                                                             |                                                             |                                                             |                                                             |                                                             |                                                             |
| Fuente n.º 2: Servizio Meteorologico (precipitación 1971–2000, humedad y horas de sol 1961–1990) |                                                             |                                                             |                                                             |                                                             |                                                             |                                                             |                                                             |                                                             |                                                             |                                                             |                                                             |                                                             |                                                             |

## Educación
|  | Universidad         | Fundación | Acrónimo | Tipo    |
|  | ------------------- | --------- | -------- | ------- |
|  | Universidad de Pisa | 1343      | UNIPI    | Pública |

## Evolución demográfica
| Gráfica de evolución demográfica de Pisa entre 1861 y 2001 |
|                                                            |
| Fuente ISTAT - elaboración gráfica de Wikipedia            |

## Deportes
| Equipo      | Deporte | Competición | Estadio                                   | Creación |
| ----------- | ------- | ----------- | ----------------------------------------- | -------- |
| Pisa Calcio | Fútbol  | Serie A     | Stadio Arena Garibaldi - Romeo Anconetani | 1909     |

## Transportes
Aeropuerto
|  | Aeropuerto                 | Código IATA | Código OACI |
|  | -------------------------- | ----------- | ----------- |
|  | Aeropuerto Galileo Galilei | PSA         | LIRP        |

Ferrocarril
Desde Pisa se cuenta con conexión ferroviaria a las principales ciudades italianas, además de otras localidades más cercanas gracias a los trenes regionales.

## Lugares de interés

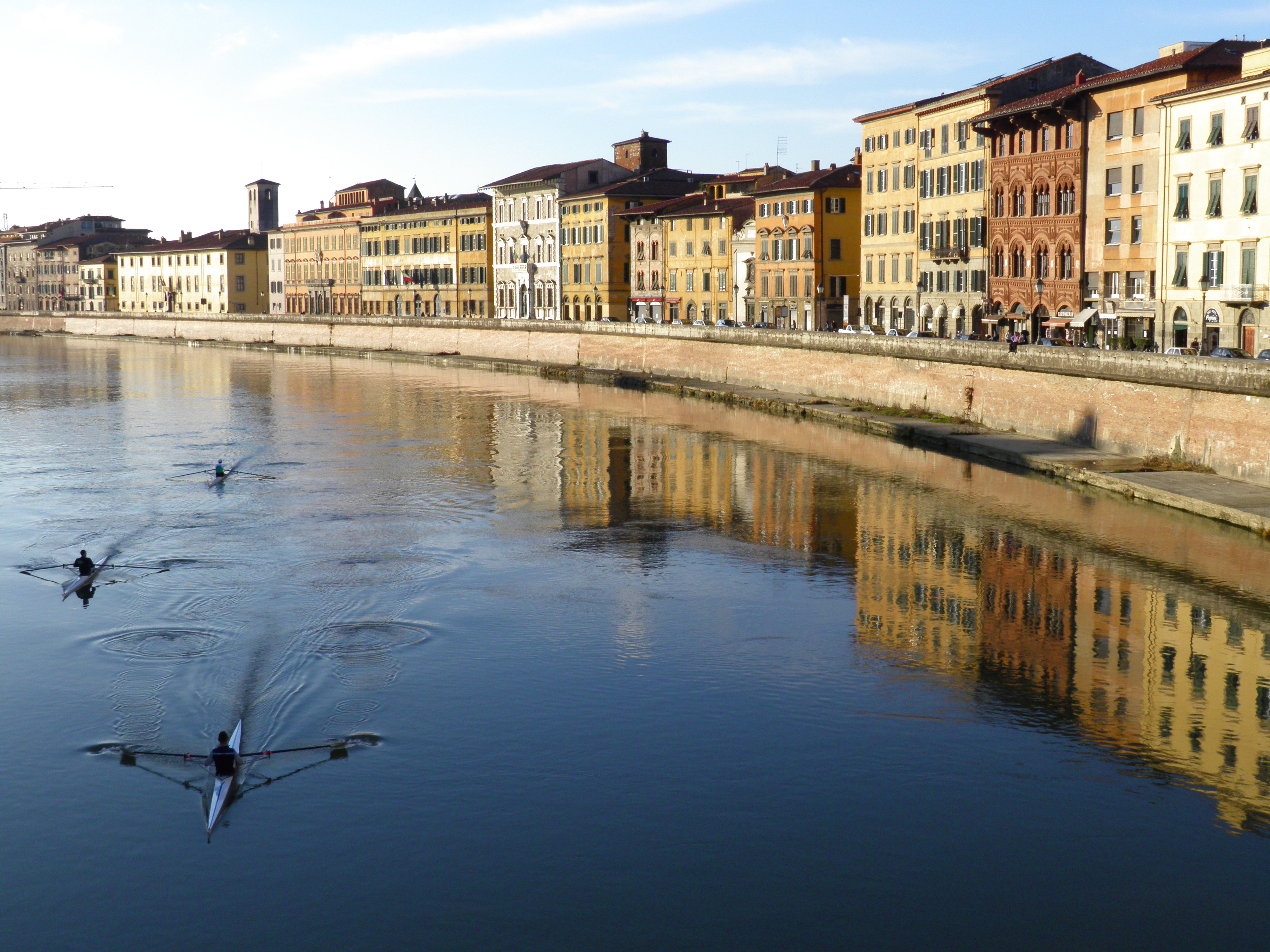
Vista de las orillas del Arno, el Lungarno.

Aunque la torre inclinada es la imagen más famosa de la ciudad, es una de las muchas obras de arte y arquitectura situadas en la Plaza de la Catedral o «Plaza de los Milagros», al norte del centro de la ciudad vieja. Allí se levantan también el Baptisterio, el Duomo y el Camposanto (cementerio monumental).

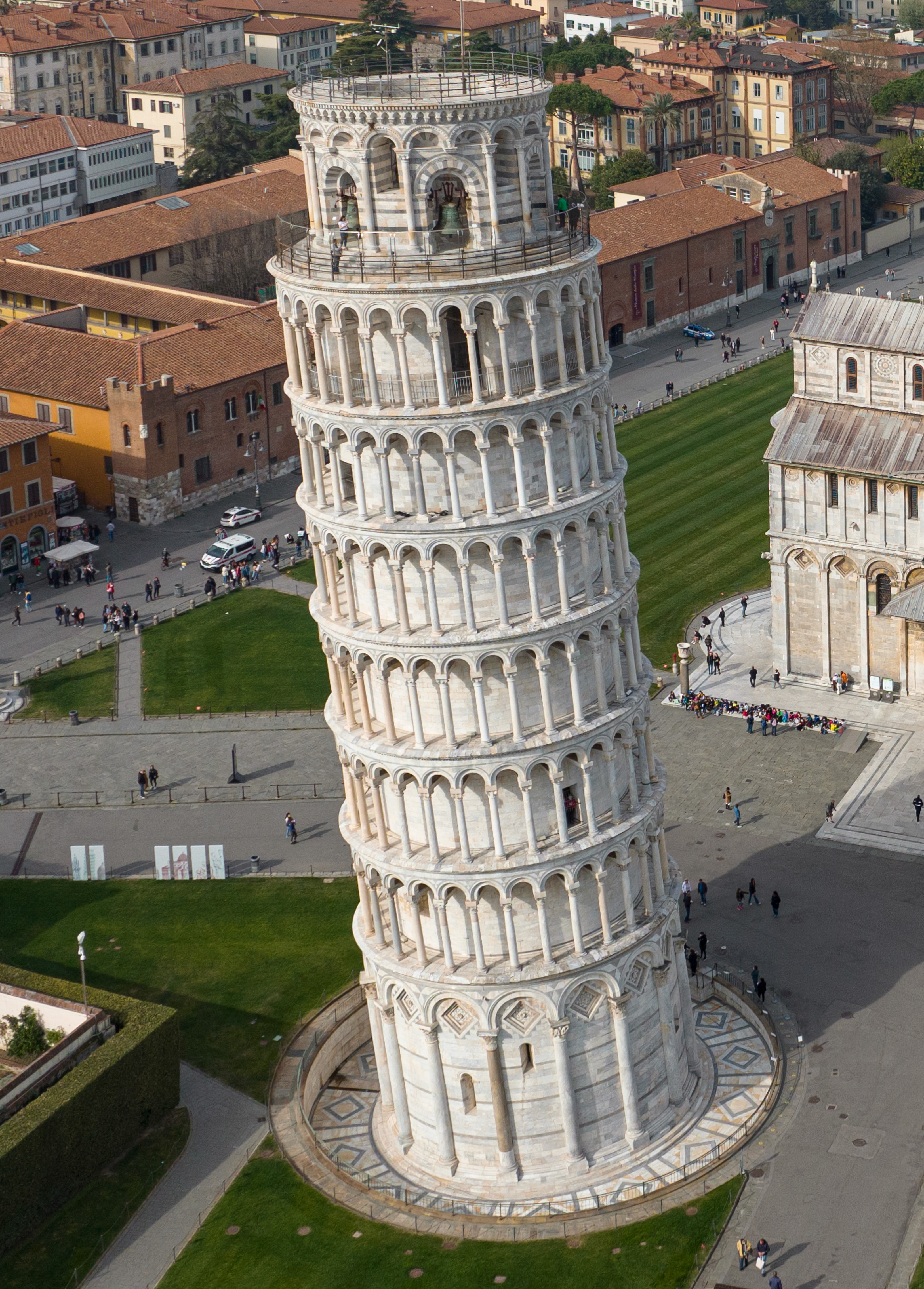
Torre de Pisa

Otros lugares de interés en la ciudad son:
- Plaza de los Caballeros, donde puede verse el palacio de la Caravana, con su impresionante fachada diseñada por Giorgio Vasari.
- La antigua iglesia de San Pietro in Vinculis, con su cripta y su pavimentación cosmatesca.
- Iglesia de Santa Maria della Spina, una pequeña iglesia gótica que constituye uno de los edificios góticos más destacados de Italia
- El Mural Todomundo  de Keith Haring

Pisa tiene varios museos, entre los que destacan:
- Museo dell'Opera del Duomo: muestra entre otros objetos, las esculturas originales de Nicola y Giovanni Pisano y los tesoros de la catedral.
- Museo nazionale di San Matteo: muestra esculturas y pinturas desde el siglo XII al XV, entre ellas obras maestras de Giovanni y Andrea Pisano, el Maestro de San Martino, Simone Martini, Nino Pisano y Masaccio.
- Centro d'Arte Palazzo Blu: una colección de obras de arte fundamentalmente de los siglos XVI y XVII. Se halla en el Palacio Giuli Rosselmini, cerca del Arno.
- Museo nazionale di Palazzo Reale: un museo en el palacio que fue residencia de los grandes duques de Toscana y, después, de la familia real de los Savoya. Muestra pinturas desde el siglo XV al XIX (Rafael Sanzio, Rosso Fiorentino, Pieter Brueghel el Viejo.
- Museo della Grafica en Palacio Lanfranchi, un museo con obras de artistas gráficos modernos como Joan Miró, Emilio Vedova o Giovanni Fattori.
- Centro d'arte San Michele degli Scalzi - SMS, centro de arte contemporáneo.
- Jardín Botánico de Pisa, que es el más antiguo jardín botánico del mundo.
- Gioco del ponte, competición de carácter histórico y folklórico que se realiza anualmente sobre el puente principal entre dos facciones rivales.

## Eventos
Luminara : fiesta ciudadana que se celebra tradicionalmente el 16 de junio, día anterior a la fiesta del patrón San Ranieri. Los edificios que se asoman al río son adornados de particulares marcos blancos a las ventanas, puertas y balcones; cada marco sirve de soporte para candiles, que son encendidos uno por uno durante la tarde. Al atardecer así la ciudad se encuentra alumbrada de velas y las calles se llenan de gente que se apresta a ver los fuegos artificiales. Este evento atrae cada año a muchos turistas además de los habitantes de la zona, y se suman conciertos y fiestas en las plazas de la ciudad.

## Ciudades hermanadas
Pisa está hermanada con las siguientes ciudades:
- Acre (Israel)
- Angers (Francia)
- Cagliari (Italia)
- Coral Gables (Estados Unidos)
- Jericó (Palestina)
- Kolding (Dinamarca)
- Niles (Estados Unidos)
- Rodas (Grecia)
- Santiago de Compostela (España)
- Unna (Alemania)